# Бенелли, Джованни
Джованни Бенелли (итал. Giovanni Benelli; 12 мая 1921, Поджоле-ди-Вернио, королевство Италия — 26 октября 1982, Флоренция, Италия) — итальянский куриальный кардинал, один из многих кардиналов, бывших среди реальных папабилей, то есть рассматривавшихся потенциальными папами, на двух Папских Конклавах 1978. Титулярный архиепископ Тузуро с 11 июня 1966 по 3 июня 1977. Апостольский про-нунций в Сенегале и апостольский делегат в Западной Африке с 11 июня 1966 по 29 июня 1967. Заместитель государственного секретаря Святого Престола с 29 июня 1967 по 3 июня 1977. Архиепископ Флоренции с 3 июня 1977 по 26 октября 1982. Кардинал-священник с титулом церкви Санта-Приска с 27 июня 1977.

## Ранние годы
Родился Джованни Бенелли 12 мая 1921 года в местечке Поджоле-ди-Вернио, в Тоскане, на севере Италии. Самый младший из пяти выживших детей Луиджи Бенелли и Марии Симони. Его дядя Гвидо Бенелли вступил в Орден францисканцев и умер с известностью святого. Его крестили на следующий день после его рождения в церкви Святого Леонардо в Санто-Квирико ди Вернио.
Образование получил в семинарии Пистои, в Папской Французской Семинарии, а также в Папском Григорианском Университете в Риме, и также в Папской Церковной Академии в Риме.
23 декабря 1939 года получил церковную тонзуру, 29 июня 1942 года стал субдиаконом, а 12 июня 1943 года был рукоположён в дьяконы. Все три церемонии совершил епископ Пистои Джузеппе Дебернарди.
31 октября 1943 года Бенелли был рукоположён в священника и начал свою священническую карьеру во время Второй мировой войны. Рукоположение в священнический сан совершил тот же епископ Пистои Джузеппе Дебернарди в приходской церкви Поджоле ди Верньо. Но Бенелли получил диспенсацию потому, что не достиг все же канонического возраста рукоположения. Он продолжал далее своё обучение здесь до 1947 года, и также вёл пасторскую работу в епархии Рима до 1950 года.
Его способности были замечены в Церкви, и он скоро поступил на службу в Государственный Секретариат Ватикана, и занимался многими обязанностями:
- Личный секретарь Джованни Баттиста Монтини — заместителя Государственного Секретаря Ватикана с 1 августа 1947 года по 1950 год.
- Сверхштатный Тайный Камергер с 16 июля 1950 года.
- Секретарь нунциатуры в Ирландии, 1950 — 1953 годах.
- Секретарь нунциатуры во Франции, 1953 — 1960 годах.
- Аудитор нунциатуры в Бразилии, 1960 — 1962 годах.
- Домашний прелат 1 августа 1961 годах.
- Советник нунциатуры в Испании 1962 — 1965 годах.
- Постоянный наблюдатель Святого Престола при ЮНЕСКО, в Париже, с 11 мая 1965 года по 11 июня 1966 года.

## На службе вРимской курии
11 июня 1966 года, в возрасте 45 лет, Бенелли был избран титулярным архиепископом Тузуро и назначен апостольским про-нунцием в Сенегале, а также апостольским делегатом в Западной Африке с 11 июня 1966 года по 29 июня 1967 год. Он был посвящён в епископы 11 сентября 1966 года, в Риме, кардиналом Амлето Джованни Чиконьяни, кардиналом-епископом субурбикарной епархии Фраскати и Государственным секретарём Святого Престола, которому помогали Пьетро Сиджизмонди — титулярный архиепископ Неаполи ди Пизидия, секретарь Священной Конгрегации Пропаганды Веры и Марио Лонго Дорни — епископ Пистои.
Вскоре после своего назначения, 29 июня 1967 года он был назначен sostituto (заместителем Государственного секретаря) и секретарем Шифра в Государственном секретариате Ватикана. Это было очень властное положение для Бенелли, в котором он работал близко с папой римским Павлом VI и был его любимчиком. Он прослужил в этой роли в течение десяти лет.

## Кардинал ипапабильнаКонклавах 1978
3 июня 1977 года Бенелли был назван архиепископом Флоренции и стал кардиналом на маленькой консистории, проведенной папой Павлом VI почти немедленно после этого назначения, 27 июня 1977 года. Он получил красную биретту и титул церкви Санта-Приска в этот же самый день. Примечательно, что на этой консистории было назначено всего четыре кардинала, среди них были Бернарден Гантен и Йозеф Ратцингер.
Кардинал Бенелли участвовал в IV Обычной Ассамблее Всемирного Синода Епископов в Ватикане, которая была проведена в период с 30 сентября по 29 октября 1977 года. По смерти Павла VI последовавшей 6 августа 1978 года, Бенелли рассматривался фаворитом, чтобы сменить его.
Вместо этого, августовский Конклав 1978 избрал папой римским Альбино Лучани, который стал Иоанном Павлом I. Когда второй октябрьский Конклав 1978 созванный после внезапной смерти нового папы римского после 33 дневного понтификата, Бенелли ещё раз рассматривался реальным папабилем, чтобы преуспеть из-за своих близких связей с Павлом VI и его итальянскому наследию. Замеченный как прогрессивный кардинал, он был одобрен как возможный папский преемник теми, кто защищал дальнейшие реформы в ограде Церкви. Однако большинство на конклаве получил кардинал Кароль Войтыла, который взял имя Иоанн Павел II. Этот выбор был поддержан, тем что Войтыла был избран после совещания узкой группы консервативных кардиналов, которых не устраивало избрания Бенелли папой римским.
Несмотря на это, Бенелли продолжал служение в качестве кардинала-архиепископа Флоренции. Он участвовал в I Пленарной Ассамблее Священной коллегии кардиналов в Ватикане, проходившей 5 — 9 ноября 1979 года, а также в Обычной Ассамблее Всемирного Синода Епископов в Ватикане с 26 сентября по 25 октября 1980 года.
Кардинал Бенелли умер от внезапного сердечного приступа 26 октября 1982 года во Флоренции. Он был захоронен в столичной Базилике Собора Санта-Мария дель Фиоре, во Флоренции.